# The First Film
The First Film (en español: La primera película) es un documental británico de 2015 producido y dirigido por David Nicholas Wilkinson. La trama cuenta que el pionero Louis Le Prince, antes que los Hermanos Lumière, fue el verdadero inventor del cine, rodando La escena del jardín de Roundhay en Leeds en 1888.